# Bahnstrecke Martinice v Krkonoších–Rokytnice nad Jizerou
| Kursbuchstrecke (SŽ): | 042                  |                                                         |                                                         |
| Streckenlänge: | 20,193 km            |                                                         |                                                         |
| Spurweite: | 1435 mm (Normalspur) |                                                         |                                                         |
| Streckenklasse: | A1                   |                                                         |                                                         |
| Maximale Neigung: | 23,0 ‰               |                                                         |                                                         |
| Streckengeschwindigkeit: | 50 km/h              |                                                         |                                                         |
| |                      |                                                         |                                                         |
| \| \| \| von Trutnov-Poříčí (vorm. ÖNWB) \| \| \| \| 0,000 \| Martinice v Krkonoších früher Starkenbach-Martinitz \| 485 m \| \| \| \| nach Velký Osek (vorm. ÖNWB) \| \| \| \| 3,623 \| Jilemnice früher Starkenbach \| 465 m \| \| \| 6,038 \| Hrabačov \| 430 m \| \| \| \| vlečka Devro s.r.o. \| \| \| \| 7,357 \| Víchová nad Jizerou \| 410 m \| \| \| \| Jizera (160 m) \| \| \| \| 9,171 \| Horní Sytová früher Sittau-Haje \| 390 m \| \| \| 10,60 \| ehemalige Protektoratsgrenze (1938–1945) \| ehemalige Protektoratsgrenze (1938–1945) \| \| \| 11,179 \| Poniklá früher Přivlak-Ponikla \| 400 m \| \| \| 13,800 \| Poniklá zastávka \| 415 m \| \| \| \| (ehem. projektierter Tunnel, als Einschnitt ausgeführt) \| \| \| \| \| Jizera \| \| \| \| 15,453 \| Hradský (118 m) \| Hradský (118 m) \| \| \| 15,780 \| Jablonec nad Jizerou-Hradsko früher Hradsko \| 435 m \| \| \| \| Jizera \| \| \| \| 18,508 \| Jablonec nad Jizerou früher Jablonetz \| 445 m \| \| \| \| Jizera \| \| \| \| 20,193 \| Rokytnice nad Jizerou früher Rochlitz an der Iser \| 455 m \| \| \| 20,460 \| (Streckenende) \| (Streckenende) \| \| \| \| \| \| \| Quellen: [1][2][3] \| \| \| \| |                      |                                                         |                                                         |
| Strecke |                      | von Trutnov-Poříčí (vorm. ÖNWB)                         | von Trutnov-Poříčí (vorm. ÖNWB)                         |
| Bahnhof | 0,000                | Martinice v Krkonoších früher Starkenbach-Martinitz     | 485 m                                                   |
| Abzweig geradeaus und nach links |                      | nach Velký Osek (vorm. ÖNWB)                            | nach Velký Osek (vorm. ÖNWB)                            |
| Bahnhof | 3,623                | Jilemnice früher Starkenbach                            | 465 m                                                   |
| Bahnhof | 6,038                | Hrabačov                                                | 430 m                                                   |
| Abzweig geradeaus und nach links |                      | vlečka Devro s.r.o.                                     | vlečka Devro s.r.o.                                     |
| Haltepunkt / Haltestelle | 7,357                | Víchová nad Jizerou                                     | 410 m                                                   |
| Brücke |                      | Jizera (160 m)                                          | Jizera (160 m)                                          |
| Haltepunkt / Haltestelle | 9,171                | Horní Sytová früher Sittau-Haje                         | 390 m                                                   |
| Grenze | 10,60                | ehemalige Protektoratsgrenze (1938–1945)                | ehemalige Protektoratsgrenze (1938–1945)                |
| Bahnhof | 11,179               | Poniklá früher Přivlak-Ponikla                          | 400 m                                                   |
| Haltepunkt / Haltestelle | 13,800               | Poniklá zastávka                                        | 415 m                                                   |
| ehemaliger Tunnel |                      | (ehem. projektierter Tunnel, als Einschnitt ausgeführt) | (ehem. projektierter Tunnel, als Einschnitt ausgeführt) |
| Brücke |                      | Jizera                                                  | Jizera                                                  |
| Tunnel | 15,453               | Hradský (118 m)                                         | Hradský (118 m)                                         |
| Haltepunkt / Haltestelle | 15,780               | Jablonec nad Jizerou-Hradsko früher Hradsko             | 435 m                                                   |
| Brücke |                      | Jizera                                                  | Jizera                                                  |
| Bahnhof | 18,508               | Jablonec nad Jizerou früher Jablonetz                   | 445 m                                                   |
| Brücke |                      | Jizera                                                  | Jizera                                                  |
| Bahnhof | 20,193               | Rokytnice nad Jizerou früher Rochlitz an der Iser       | 455 m                                                   |
| | 20,460               | (Streckenende)                                          | (Streckenende)                                          |
| |                      |                                                         |                                                         |
| Quellen: |                      |                                                         |                                                         |

Die Bahnstrecke Martinice v Krkonoších–Rokytnice nad Jizerou ist eine regionale Eisenbahnverbindung in Tschechien, die ursprünglich als landesgarantierte Lokalbahn Starkenbach–Rochlitz (tschech.: Místní dráha Jilemnice–Rokytnice nad Jizerou) erbaut und betrieben wurde. Sie zweigt in Martinice (Martinitz) aus der Bahnstrecke Velký Osek–Trutnov ab und führt am Fuß des Riesengebirges im Isertal über Jilemnice (Starkenbach) und Jablonec nad Jizerou  (Jablonetz) nach Rokytnice nad Jizerou (Rochlitz an der Iser).
Nach einem Erlass der tschechischen Regierung ist die Strecke seit dem 20. Dezember 1995 als regionale Bahn („regionální dráha“) klassifiziert.

## Geschichte
Die Konzession „zum Baue und Betriebe einer als normalspurige Localbahn auszuführenden Locomotiveisenbahn von der Station Starkenbach  der k.k. priv. Österreichischen Nordwestbahn über Privlak und Jablonetz nach Rochlitz mit eventueller Fortsetzung nach Grünthal (Oberpolaun) zum Anschlusse an die projectirte Localbahn Tannwald–Grenze und nach Neuwelt“ erhielten die Herren Graf Johann von Harrach, Herrschaftsbesitzer in Starkenbach, zusammen mit Joseph Haney, Fabrikant in Niederrochlitz, Theodor Hübner, Prokurist in Jablonetz, Franz Jerie, Bürgermeister und Johann Zubaty, Bezirksobmann in Starkenbach am 29. August 1898. Teil der Konzession war die Verpflichtung, den Bau der Strecke sofort zu beginnen und binnen zweieinhalb Jahren fertigzustellen. Die Konzessionsdauer war auf 90 Jahre festgesetzt. Die Genehmigung für die (nicht realisierte) Erweiterung der Strecke nach Grünthal oder Neuwelt war auf fünf Jahre ab Konzessionserteilung befristet.

Stammaktie zu 200 Kronen der Localbahn Starkenbach-Rochlitz

Das Aktienkapital der am 19. Oktober 1899 gegründeten Aktiengesellschaft Localbahn Starkenbach–Rochlitz betrug insgesamt 4.880.000 Kronen in 4000 Stammaktien zu je 200 Kronen und 20.400 Prioritätsaktien zu je 200 Kronen. Der Sitz der Gesellschaft war in Wien. Die Aktien erwarben örtliche Fabrikanten, die Sparkasse und der Bezirk Starkenbach.
Für den Bau der Strecke wurde die Wiener Firma Gross & Comp. beauftragt, die am 10. Oktober 1898 mit den Arbeiten an der Strecke begann. Das Projekt sah schließlich eine 20,3 Kilometer lange Strecke mit einer maximalen Neigung von 23 Promille und minimalen Bogenhalbmessern von 180 Metern vor. Trotz der überwiegenden Führung der Trasse in Tälern war der Bau mit hohem Aufwand verbunden. Auf längeren Abschnitten musste der Platz für die Trasse am Flussufer der Iser durch Felsprengungen, Dammaufschüttungen und der Verlegung des Gewässers erst mühsam geschaffen werden. Projektiert waren zunächst zwei Tunnel, von denen letztlich nur einer mit 118 Metern Baulänge errichtet wurde. Anstelle des Zweiten schuf man einen Einschnitt. Auf der Baustelle waren zeitweise 2000 Arbeiter beschäftigt, vor allem Italiener, Serben, Kroaten und Slowaken. Am 6. November 1899 befuhr erstmals ein Arbeitszug die gesamte Strecke. Die polizeilich-technische Abnahme fand am 27. November 1899 statt.

Bahnhof Starkenbach Stadt / Jilemnice město, vermutlich zur Streckeneröffnung im Jahr 1899

Die 160 Meter lange vierfeldrige Brücke über die Iser bei Horní Sytová ist der größte Kunstbau der Bahn. (um 1910)

Am 7. Dezember 1899 wurde die Strecke für den öffentlichen Verkehr in Betrieb genommen. Die Betriebsführung für Rechnung der Eigentümer übernahm die k.k. Staatsbahndirektion Prag. Der erste Fahrplan der Lokalbahn wies drei gemischte Zugpaare 2. und 3. Klasse über die Gesamtstrecke aus. Ein weiteres verkehrte nur zwischen Starkenbach und Starkenbach Stadt. Die Reisezeit betrug für die Gesamtstrecke zwischen 85 und 117 Minuten, was insbesondere in den Rangieraufenthalten auf den Zwischenstationen begründet war. Später verkehrten auch reine Personenzüge, die nur 44 Minuten benötigten. Ab dem 15. Juli 1900 wurde auch der Postverkehr über die Lokalbahn abgewickelt.
Nach der Verstaatlichung der k.k. priv. Österreichischen Nordwestbahn (ÖNWB) im Oktober 1909 ging die Betriebsführung an die nunmehrige k.k. Nordwestbahndirektion mit Sitz in Wien über. Nach dem Ersten Weltkrieg traten an Stelle der Nordwestbahndirektion die neu gegründeten Tschechoslowakischen Staatsbahnen (ČSD). Im Betrieb der ČSD kam es sukzessive zur Verdichtung des Fahrplanes. Der ab 3. Oktober 1937 gültige Winterfahrplan 1937/38 verzeichnete sechs Reisezugpaare über die Gesamtstrecke sowie weitere drei Zugpaare zwischen Martinice und Jilemnice.
Bis 1936 erwarb der tschechoslowakische Staat die Mehrheit der Aktien an der Aktiengesellschaft Lokalbahn Starkenbach–Rochlitz, eine Auflösung der Lokalbahngesellschaft unterblieb jedoch.
Nach der Angliederung des Sudetenlandes an Deutschland im Oktober 1938 lag ein Teil der Strecke vom Streckenkilometer 10,6 an auf nunmehr deutschem Staatsgebiet. Da keine direkte Anbindung an andere deutsche Strecken bestand, verblieb die Gesamtstrecke allerdings im Betrieb der nunmehrigen Protektoratsbahnen Böhmen und Mähren (ČMD-BMB). Als Grenzbahnhof mit Paß- und Zollkontrolle wurde Pschiwiak-Ponikla (heute: Poniklá) bestimmt. Über die neue Staatsgrenze fuhren zunächst nur drei Zugpaare, alle anderen verkehrten nur bis Sittau-Haje/Sytová-Haje oder Starkenbach/Jilemnice.
Nach dem Zweiten Weltkrieg wurde die zuletzt als Lokalbahn Starkenbach–Rochlitz (Iser) bzw. Místní dráha Jilemnice–Rochlitz (Iser) firmierende Lokalbahngesellschaft aufgelöst und die Strecke endgültig in das Netz der ČSD integriert. Ein genaues Datum für diesen Vorgang ist unbekannt.

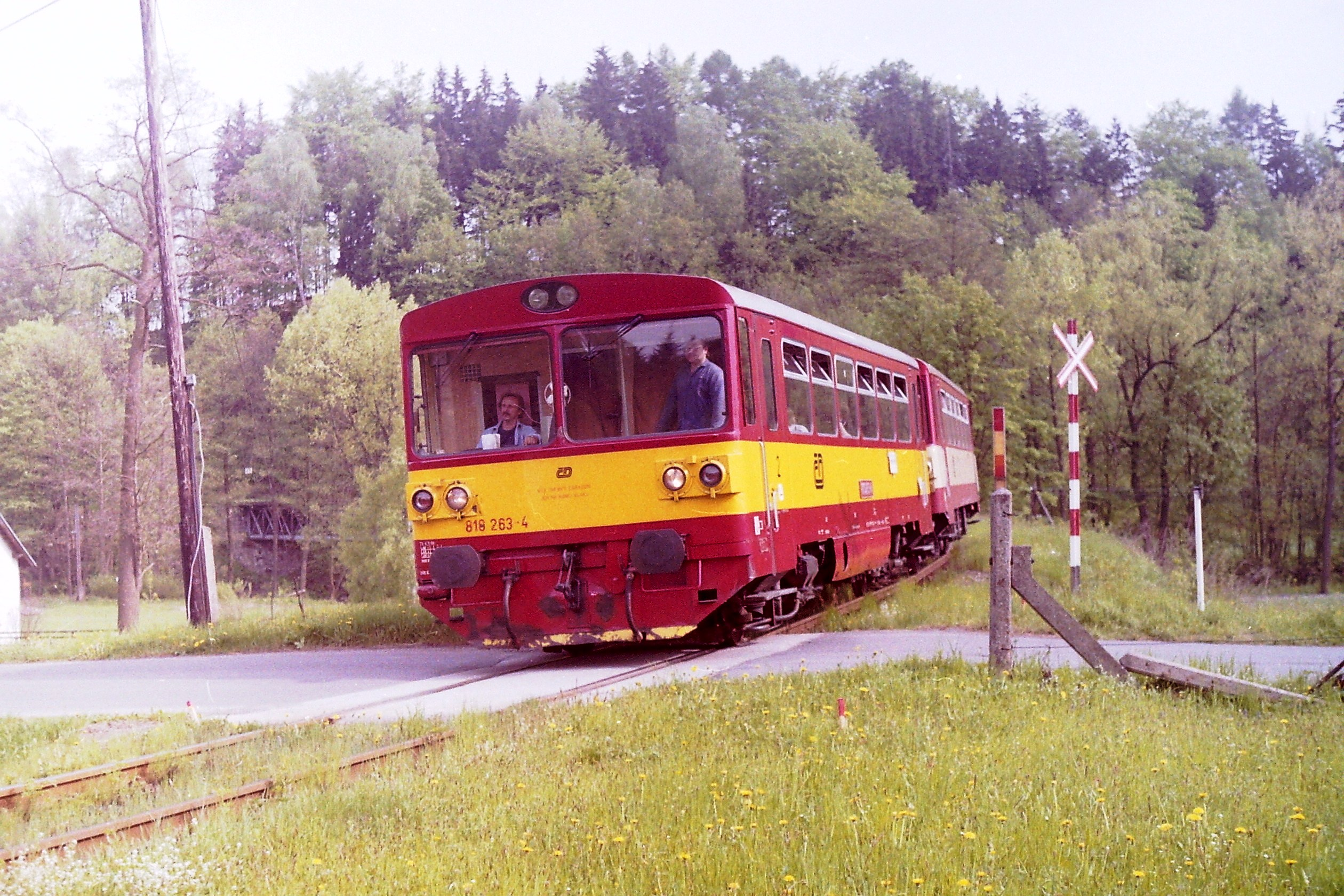
Reisezug bei Horní Sytová (1999)

Die ČSD nahmen den Reiseverkehr 1945 mit sechs Personenzugpaaren bis Rokytnice, und vier Personenzugpaaren bis Jilemnice wieder auf. Ein steigender Verkehrsbedarf im Tourismus – Rokytnice entwickelte sich insbesondere nach 1945 zu einem der Touristenzentren des Riesengebirges – und auch im täglichen Pendlerverkehr führte schließlich zu einer stetigen Verdichtung des Fahrplanes. Im Fahrplanjahr 1975 verkehrten schließlich werktäglich zwölf Personenzugpaare, ergänzt durch weitere sechs Züge bis Jilemnice. Seit 1950 wurden die meisten Personenzüge als Motorzug geführt.
Am 1. Januar 1993 ging die Strecke infolge der Auflösung der Tschechoslowakei an die neu gegründete tschechische Staatsbahngesellschaft České dráhy (ČD) über. Seit 2003 gehört sie zum Netz des staatlichen Infrastrukturbetreibers Správa železniční dopravní cesty (SŽDC).
In den Jahren nach der samtenen Revolution hatte die Strecke den dichtesten Reisezugfahrplan ihrer Geschichte. Im Jahresfahrplan 2003 fuhren Personenzüge zwischen Martinice und Jilemnice im Einstundentakt, darüber hinaus bis zum Endpunkt Rokytnice im Zweistundentakt mit Verstärkerleistungen während der Hauptverkehrszeiten. Insgesamt verkehrten werktags neun Reisezugpaare bis Rokytnice und weitere acht bis Jilemnice.

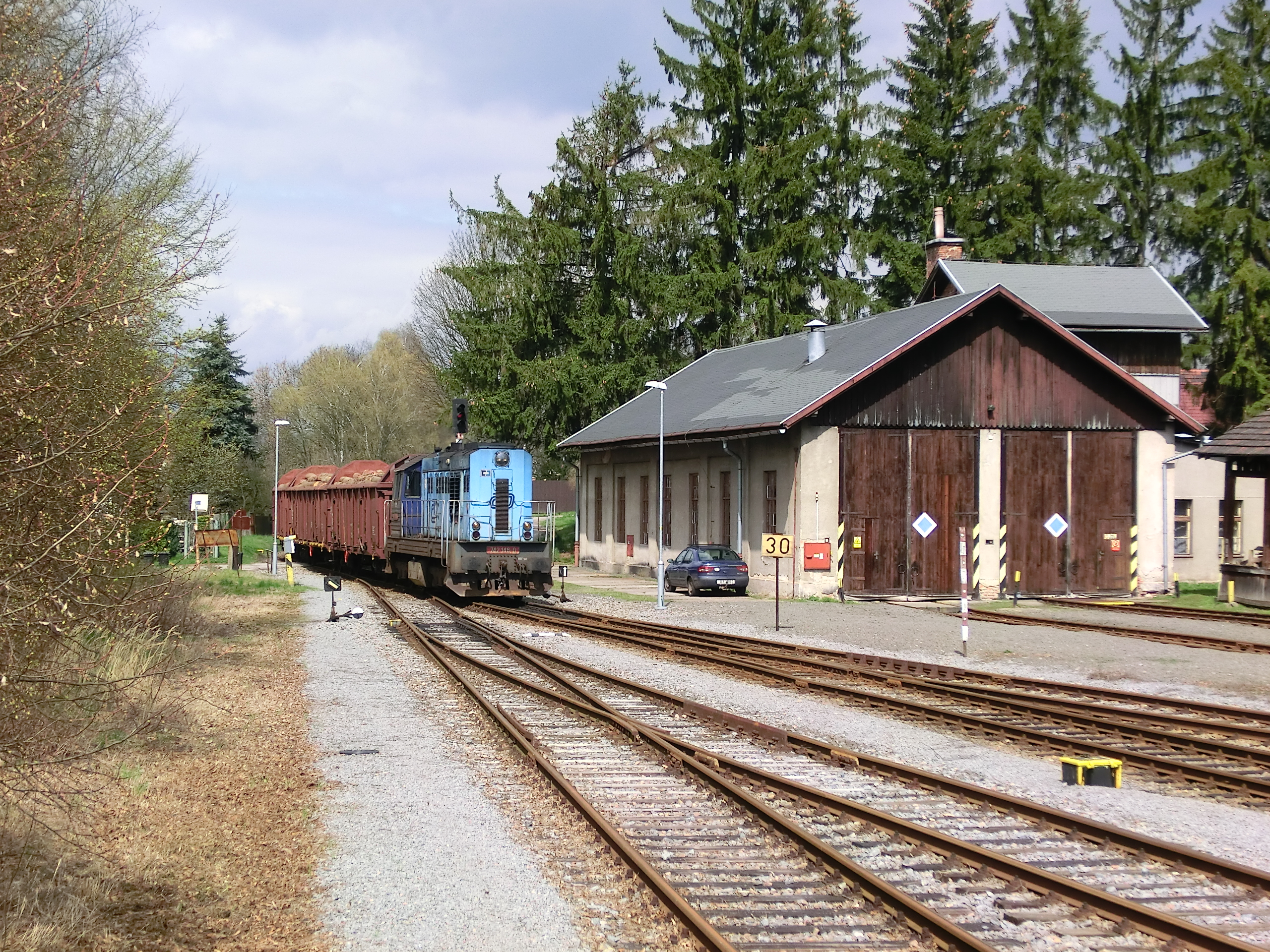
Nahgüterzug („manipulák“) bei der Einfahrt in Jilemnice. Der Zug führt vor allem Wagen mit Rohholz aus den Wäldern des Riesengebirges. (2016)

Im Dezember 1999 wurde das einhundertjährige Jubiläum der Streckeneröffnung feierlich begangen. Einige Sonderzüge verkehrten mit Dampflokomotiven.
Veränderte Reisegewohnheiten und die Verlagerung des ÖPNV auf die parallel verlaufenden Autobuslinien führten in den Folgejahren zu einer stetigen Ausdünnung des Fahrplanes. Im Fahrplanjahr 2008 endeten die meisten Fahrten bereits in Jablonec, bis zum Endpunkt Rokytnice verkehrten nur noch zwei Zugpaare. Die Pendelfahrten bis Jilemnice waren entfallen, dafür bestand bis Jablonec immer noch ein Zweistundentakt mit Verstärkerleistungen. Insgesamt verkehrten werktags 15 Reisezugpaare. Ein Teil der Züge wurde seinerzeit von und nach Jaroměř durchgebunden.
Seit 2009 verkehren Reisezüge im Zweistundentakt bis Jablonec, jegliche Verstärkerleistungen sind entfallen. Nur noch ein Zugpaar erreicht seitdem an Wochenenden und Feiertagen den Endpunkt Rokytnice. Bestrebungen zur vollständigen Verlagerung der Verkehre auf die parallelen Autobuslinien seitens des Aufgabenträgers IDOL wurden durch die Anliegergemeinden trotz möglicher dichterer Takte bislang abgelehnt. Im Güterverkehr hat die Strecke nach wie vor Bedeutung in der Abfuhr von Rohholz und in der Bedienung örtlicher Industriebetriebe.

## Fahrzeugeinsatz

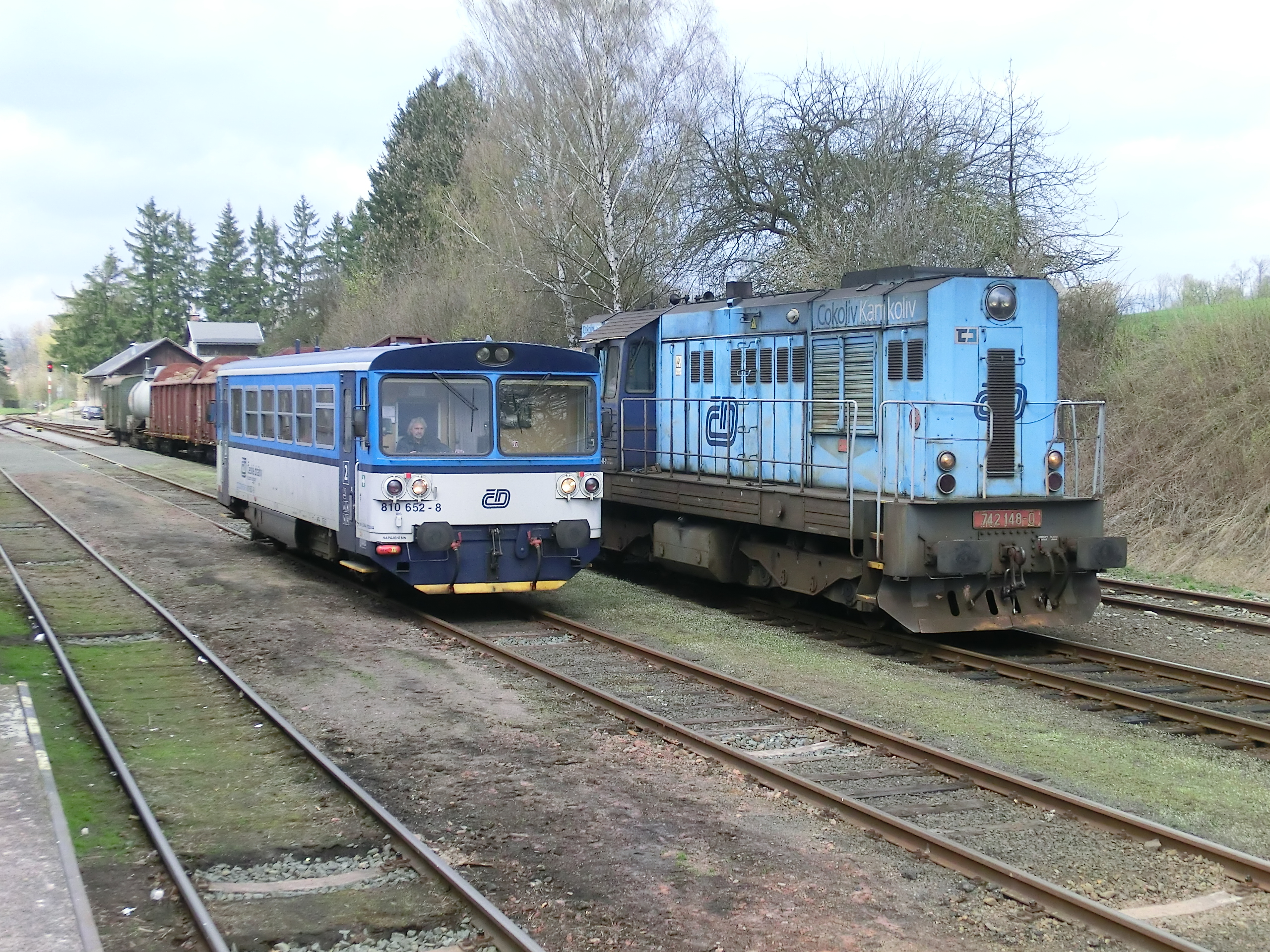
Für den geringen Reiseverkehr sind heute solo verkehrende Triebwagen der ČD-Baureihe 810 ausreichend. Güterzüge werden von Diesellokomotiven der ČD-Baureihe 842 geführt. (Bahnhof Jilemnice, 2014)

Die Lokalbahn Starkenbach–Rochlitz erwarb drei Tenderlokomotiven bei Wiener Neustädter Lokomotivfabrik, die weitgehend baugleich zu den Lokomotiven der Reihe XV der ÖNWB waren. Es handelte sich dabei um eine dreifach gekuppelte, kräftige Type, die sich bereits auf verschiedene steigungsreichen Lokalbahnen im Betrieb der ÖNWB bewährt hatte. Bei den kkStB erhielten sie zunächst die Nummern 62.21 bis 62.23. Nach Übernahme der ÖNWB-Lokomotiven im Jahr 1909 wurden sie mit diesen zusammen als kkStB-Reihe 162 geführt. Die ČSD gab ihnen 1925 die Nummern 313.420 bis 313.422. Erst nach dem Zweiten Weltkrieg wurden sie ausgemustert.
Neben den Lokomotiven hatte die Lokalbahn zur Eröffnung 14 Personenwagen, fünf Dienstwagen und 24 Güterwagen verschiedener Bauarten im Bestand.
Heute kommen im Reiseverkehr ausschließlich die Triebwagen der Baureihe 810 zum Einsatz, Güterzüge werden mit Diesellokomotiven der ČD-Baureihe 842 bespannt.